# Ault

Ault este o comună în departamentul Somme, Franța. În 1 ianuarie 2022 avea o populație de 1.369 de locuitori.